# Belgrade (Nebraska)
Pour les articles homonymes, voir Belgrade (homonymie).
Belgrade est un village du comté de Nance, dans l'État du Nebraska, aux États-Unis. En 2020, il comptait une population de 103 habitants.